# Port Vauban
Pour les articles homonymes, voir Port (homonymie), Vauban (homonymie) et Port Vauban (Lille).
Le port Vauban est le premier port de plaisance d’Europe en tonnage, avec une superficie de 25 hectares et 1501 postes d’amarrage.  

## Situation
Il est situé à Antibes, dans les Alpes-Maritimes, en région Provence-Alpes-Côte d’Azur. 

## Historique
L'anse Saint-Roch de la baie des Anges est un abri maritime fréquenté par les navigateurs depuis l'Antiquité. Ce port de pêche et comptoir-emporion antique de commerce de la côte méditerranéenne, est fondé par les Phocéens au IVe siècle av. J.-C., sous le nom d'Antipolis (Antibes), à la suite de la fondation de Marseille antique et du Vieux-Port de Marseille en 600 avant J.C, avec entre autres Aegitna (Cannes), Nikaia (Nice), et Monoïkos (Monaco)... (histoire d'Antibes). 

Antibes est un des ports de départ de la première croisade au XIe siècle. 
Une première digue est construite au XVIe siècle, puis une jetée en 1648. Le bastion Saint-Jaume (entre le port et la vieille ville fortifiée) est édifié à l'est de l'anse à la fin du XVIIe siècle. Vauban et son chef-ingénieur Antoine Niquet engagent d'importants réaménagements des remparts de la ville fortifiée et de son port en 1680,, (dans le cadre des fortifications et constructions de Vauban pour la Ceinture de fer du roi Louis XIV). 

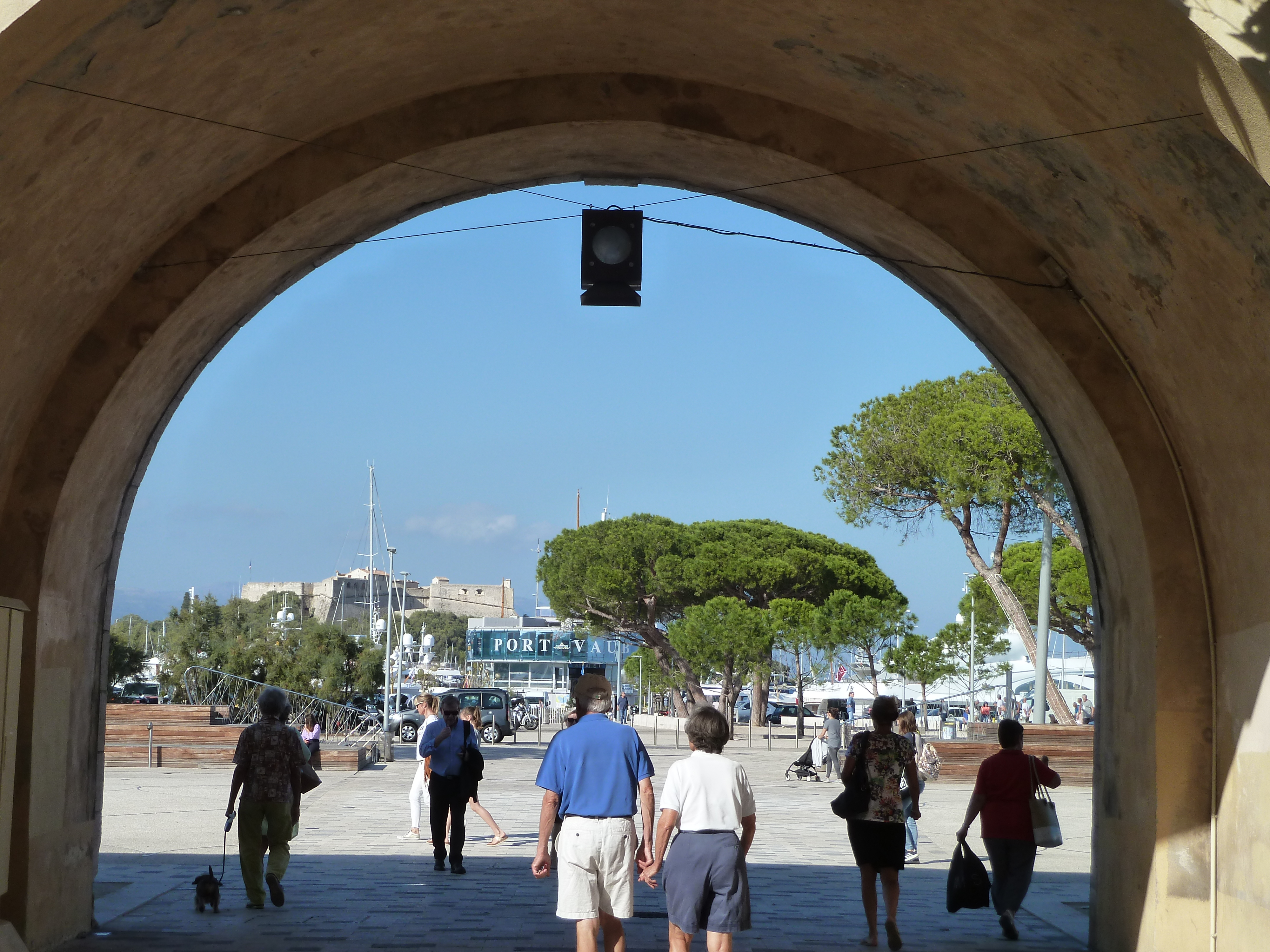
Capitainerie et Fort Carré
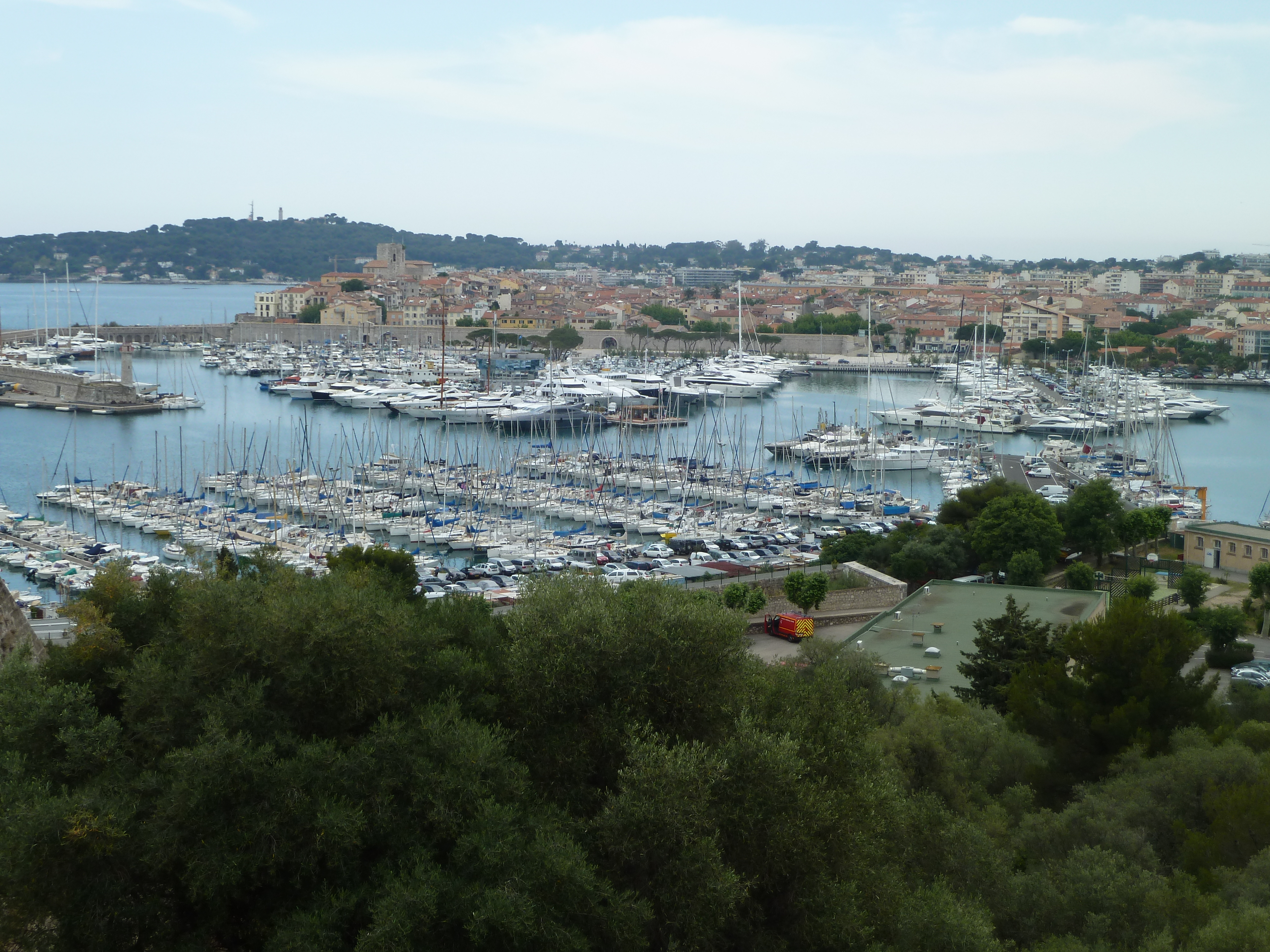
Vue sur Antibes
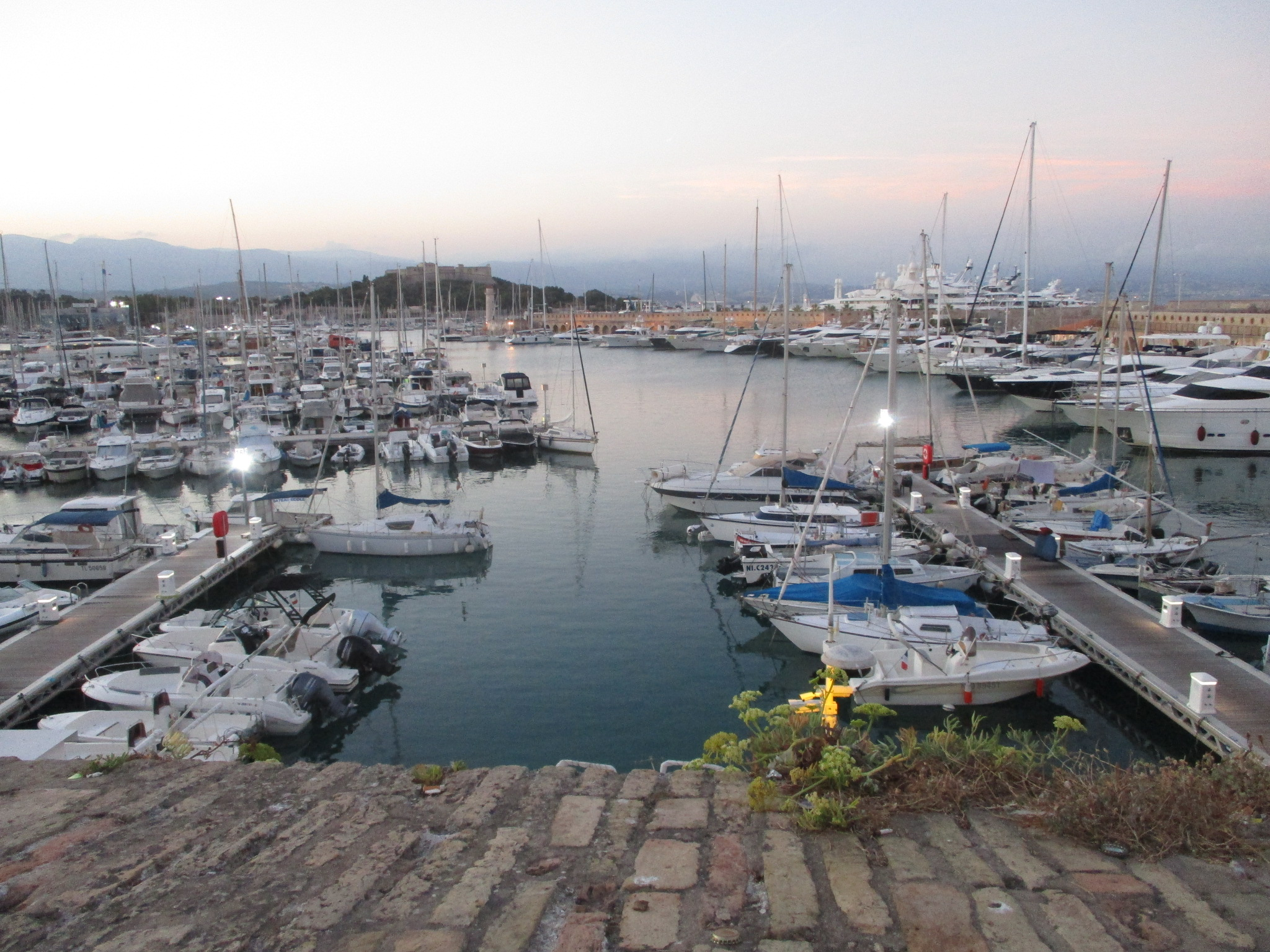
Vue depuis Antibes

Les quais actuels sont créés au XVIIIe siècle et prolongés en 1830. L'envasement du port contraint la reconstruction et la prolongation du môle brise-lames pour abriter l'entrée du port. Le port est à nouveau creusé entre 1775 et 1778.
Le site accueille le seul terminal pétrolier de la Côte d'Azur du début du XXe siècle jusqu'en 1970, avec un secteur des quais affecté au stockage de produits pétroliers, et une aire de dépôt d'essence pour le ravitaillement des bateaux. Une base aéronavale est implantée dans l'anse de l'entre-deux-guerres, avec des hangars affectés à la construction et l'entretien d'hydravions pour les lignes d'Antibes vers Ajaccio, Alger ou Tunis. Les chantiers navals sont détruits après-guerre. 

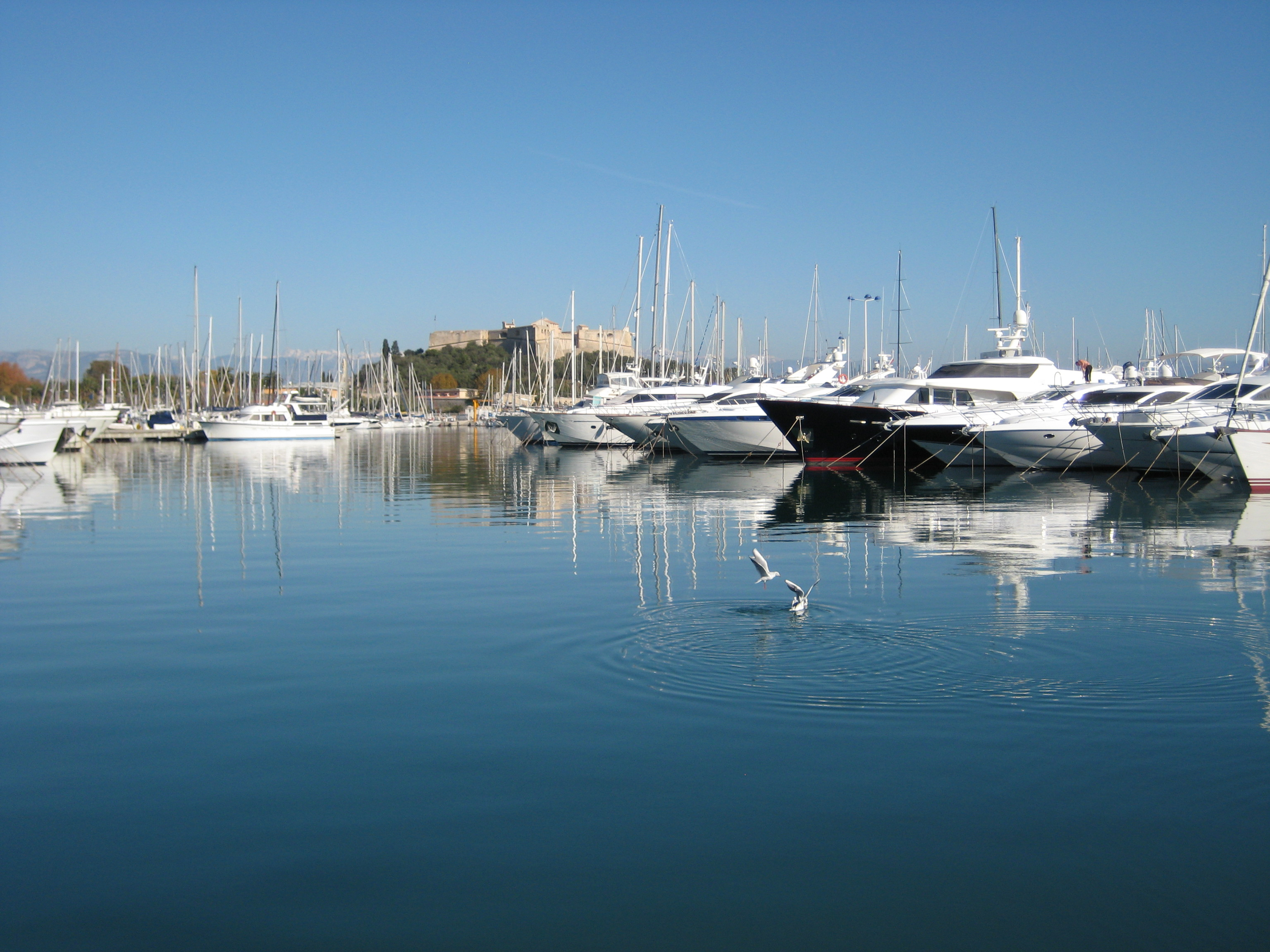
Fort Carré.
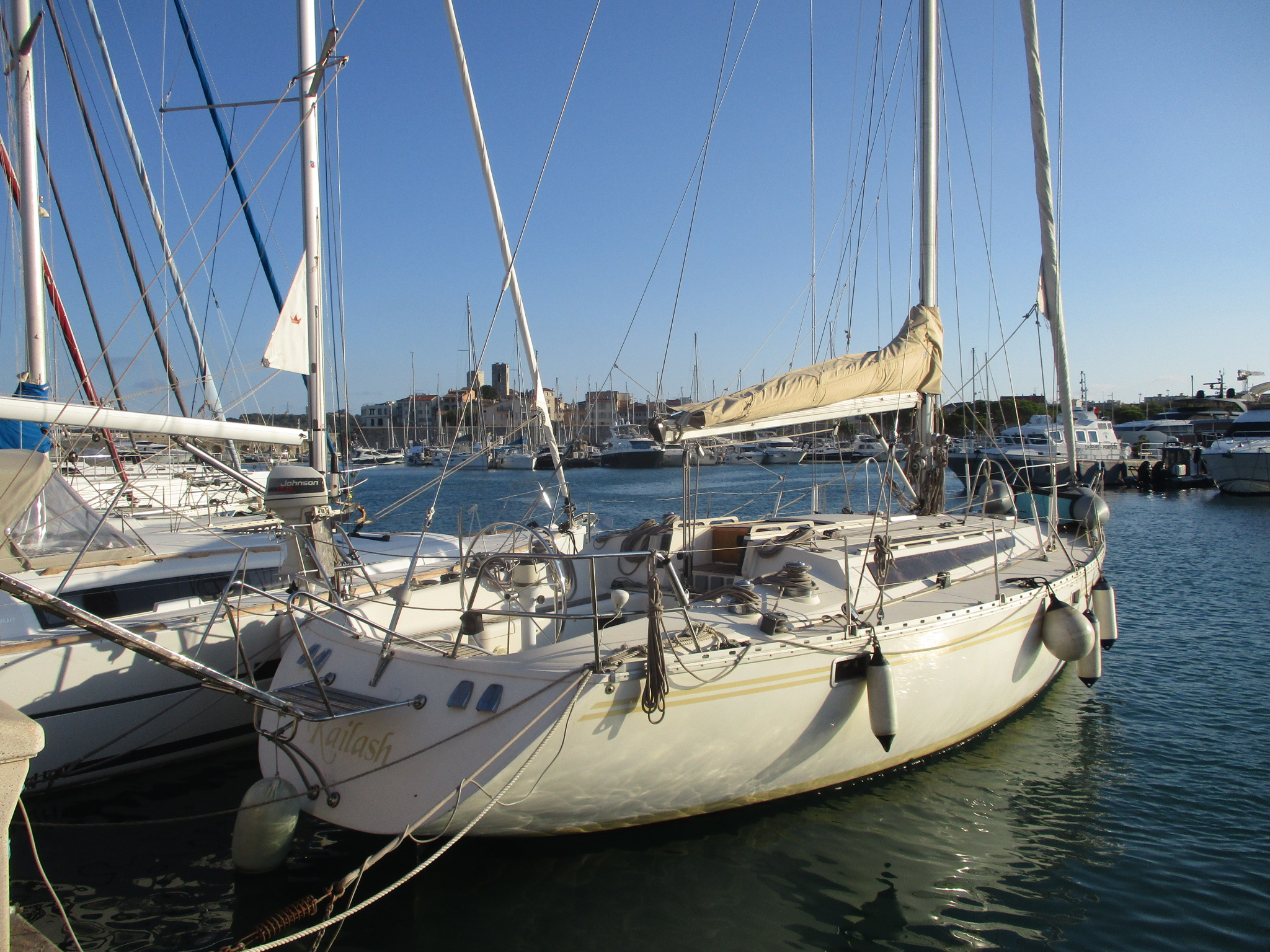
Vue sur Antibes.
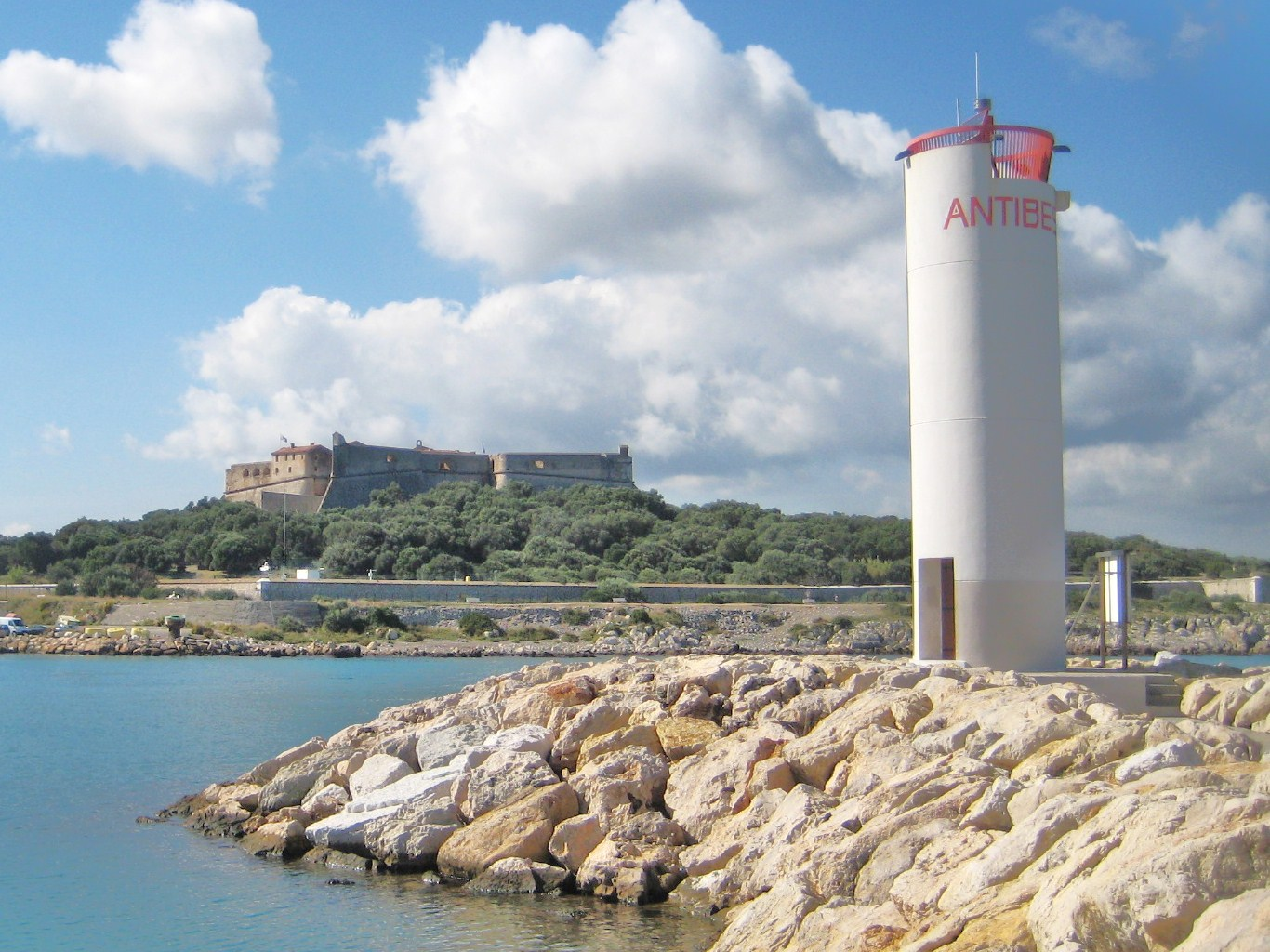
Phare et Fort Carré.
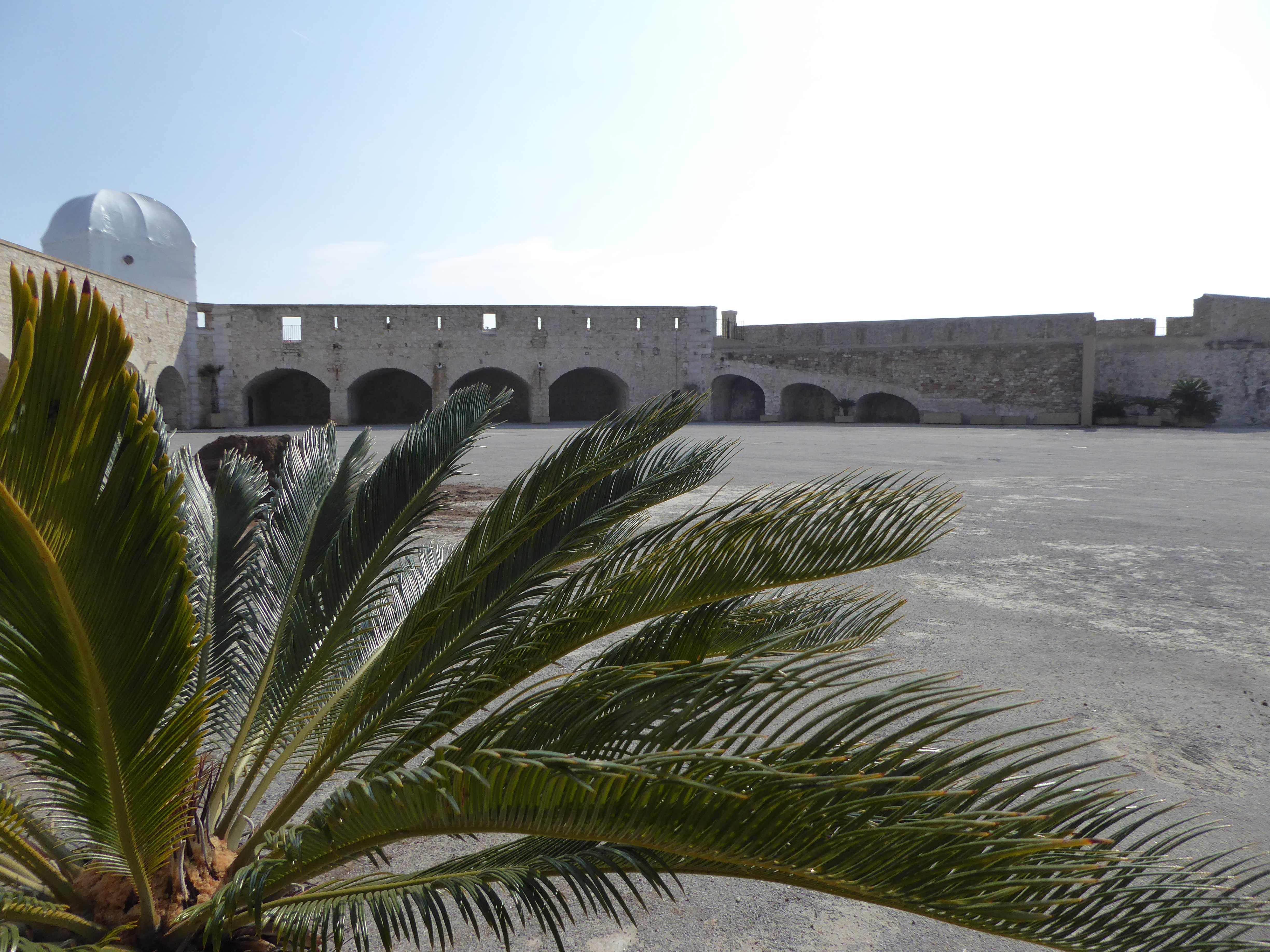
Bastion Saint-Jaume.
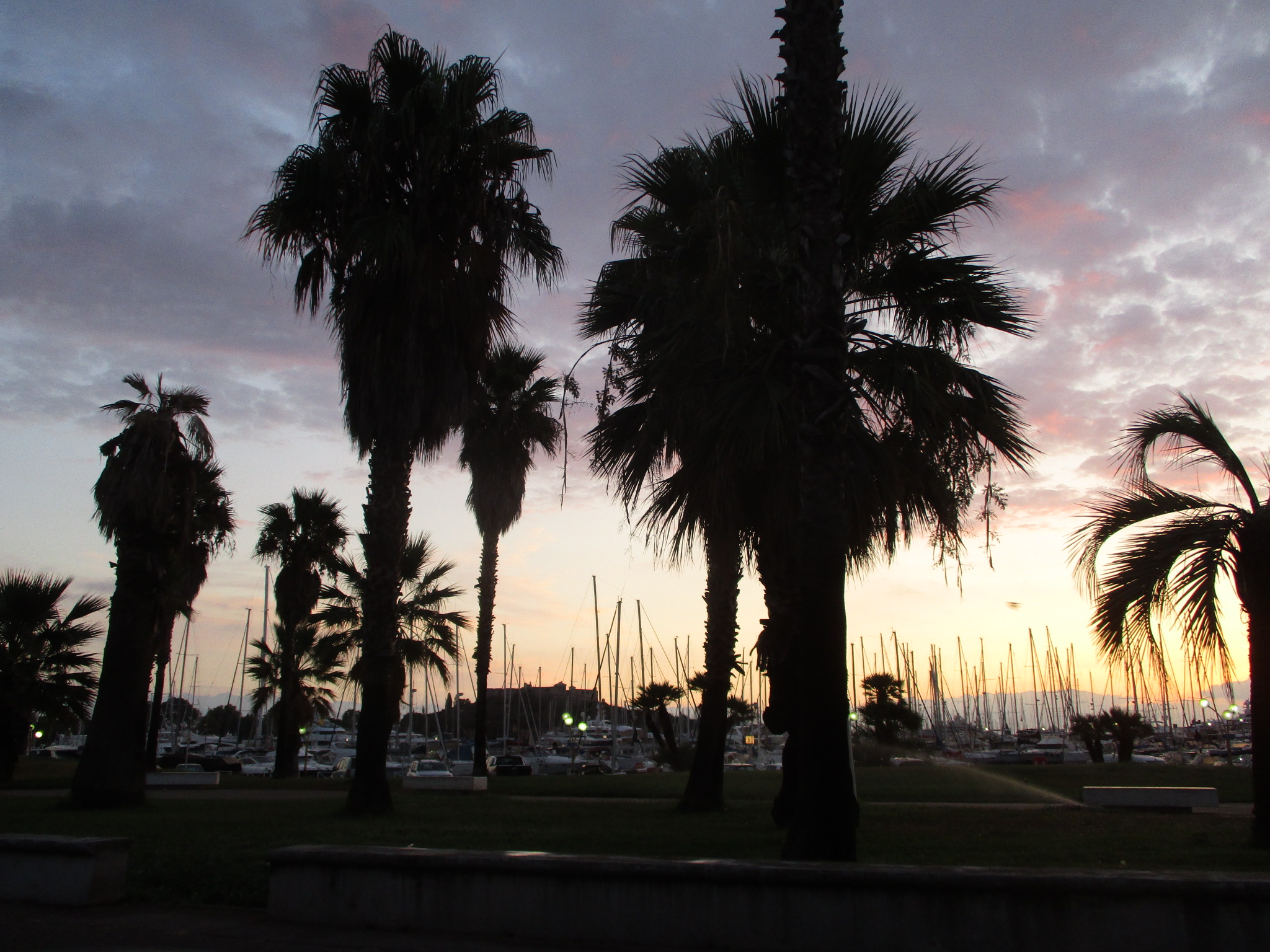
Coucher de soleil.

Dès 1958, les quais du port sont reconstruits, et l'anse commence à être aménagée avec une première extension du port de 1965, une jetée brise-lame à Saint-Jaume, et un épi sous le Fort Carré. Une deuxième phase d'aménagement a lieu dans les années 1980 : la digue du large est prolongée de 300 m pour protéger l'entrée de port et aménagée en « quai des Milliardaires » Camille Rayon (inauguré en 1986) pour accueillir de navires de gros tonnages.

## Caractéristiques
Ce vaste port maritime « pavillon bleu européen » de 25 hectares, pour 1 501 postes d'amarrage, dominé par les Fort Carré du XVIe siècle et bastion Saint-Jaume du XVIIe siècle, se situe aux portes des remparts du centre ville historique d'Antibes.  
Il regroupe des activités de tourisme, de plaisance, de clubs nautiques, de chantiers navals (carénage et réparations), et de pêche professionnelle, et appartient au « réseau Riviera Ports » avec le Vieux port de Golfe-Juan et Antibes-Gallice. 

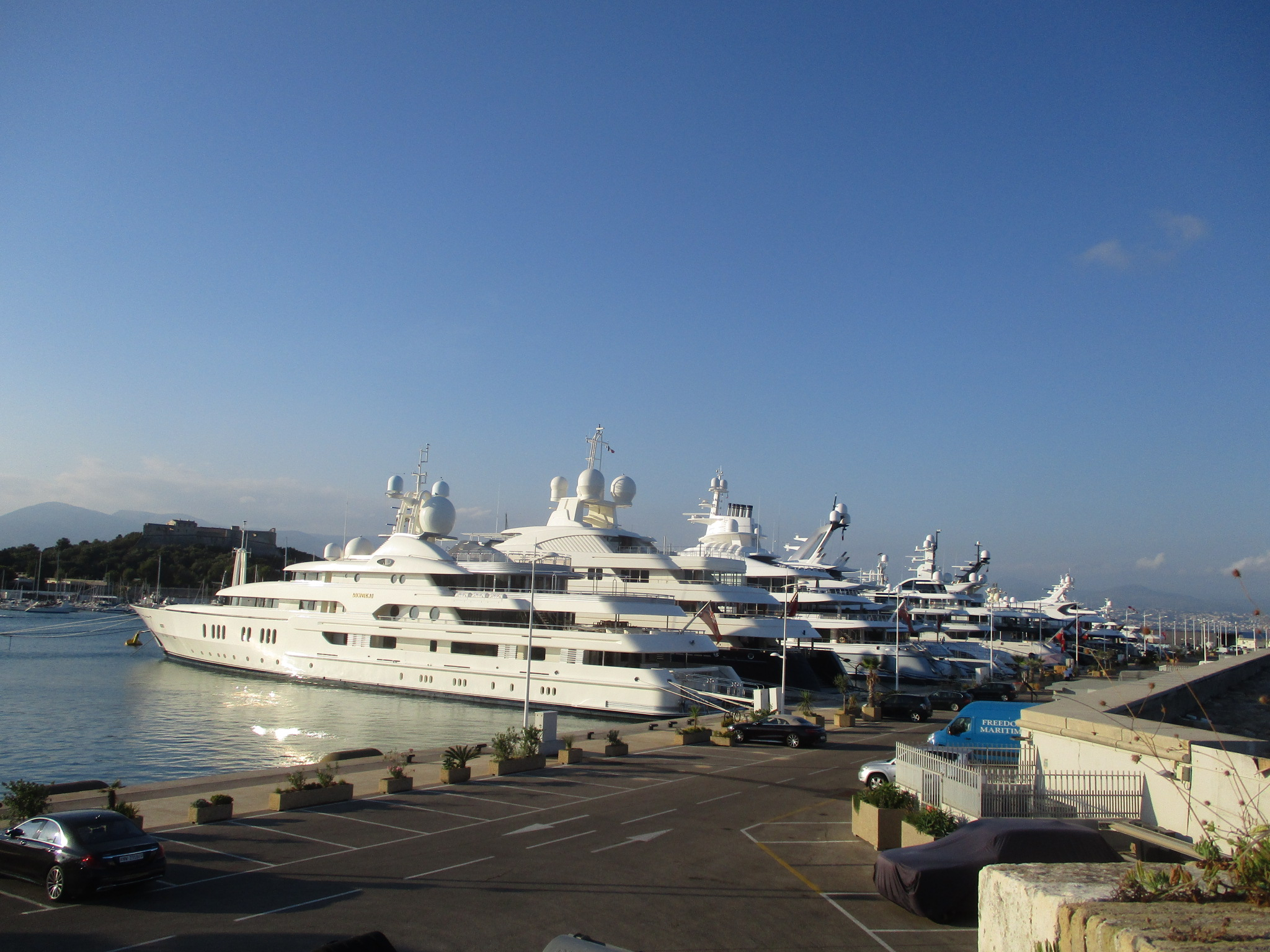
Quai des Milliardaires, de l'International Yacht Club d'Antibes (IYCA).

## Quai des Milliardaires
Le quai Camille Rayon, popularisé sous le nom de « Quai des Milliardaires » de l'International Yacht Club d'Antibes (IYCA) a été inauguré en 1986. Aujourd’hui, il offre 18 postes d’amarrage de superyachts, allant jusqu’à 160m, protégé par une digue de 600 m.
Il a été construit à l'initiative de Camille Rayon, héros de la résistance et créateur de nombreux ports de la Côte d'Azur, pour héberger les plus longs yachts du monde,,.

## Quelques lieux et monuments
- Phare

- Héliport
- Capitainerie

- Yacht Club d'Antibes
- Fort Carré (XVIe siècle)
- Bastion Saint-Jaume (XVIIe siècle)

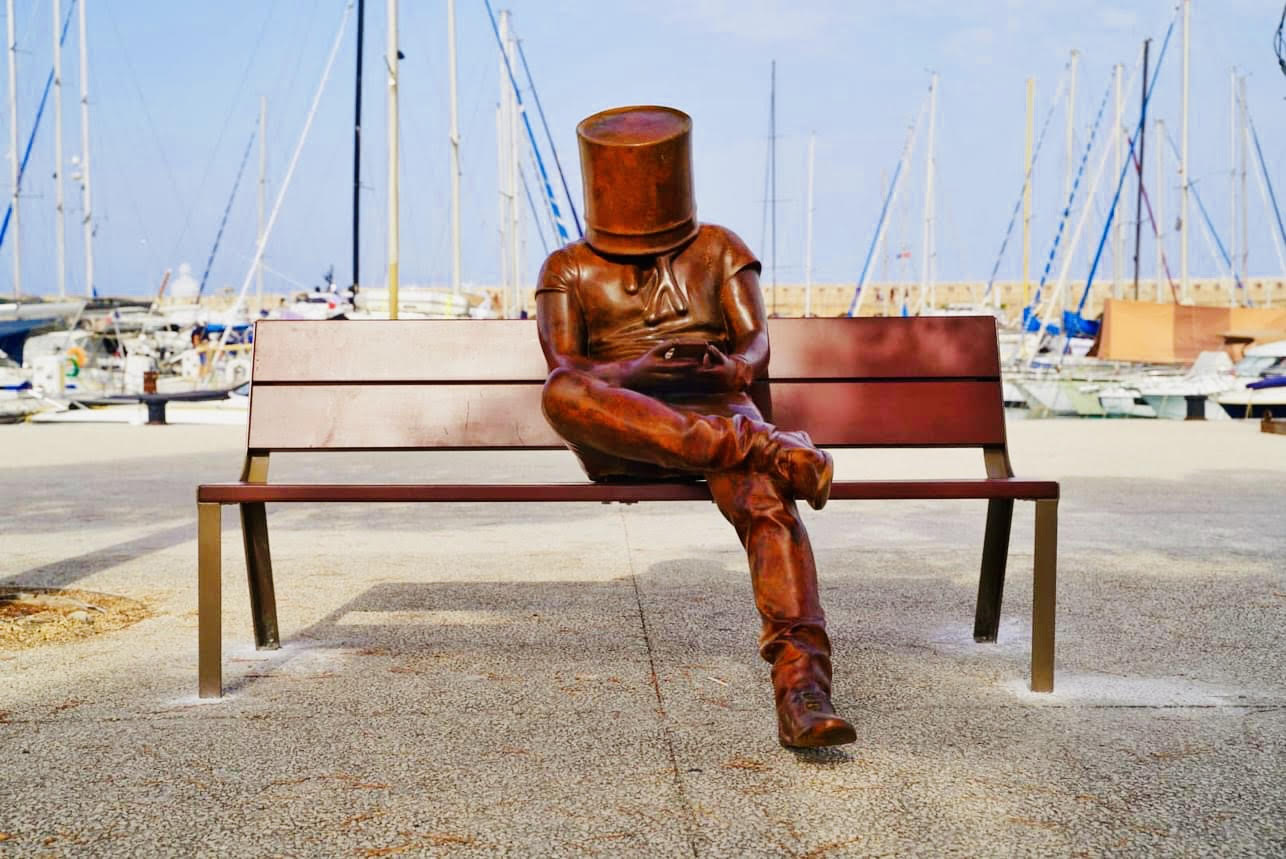
L'œuvre Blind de l'artiste contemporain David David installée sur le Port Vauban

- Blind[5]  par l'artiste David David (2023)

## Quelques événements
- 2019 : 10e édition du Salon de la Pêche et des Loisirs Aquatiques (du 10 au 12 mai 2019).
- Depuis 2016 : Les Voiles d'Antibes du Yacht Club d'Antibes, régate annuelle de voiliers anciens (au mois de juin).